# Nokia 3300
Nokia 3300 – muzyczny telefon komórkowy wyprodukowany przez firmę Nokia. Ma funkcje mp3, radia oraz cyfrową nagrywarkę. Można na niego kopiować również pliki muzyczne typu AAC. Skrzynka odbiorcza mieści do 50 MMSów i 150 SMSów. Można przechowywać do 50 aplikacji i gier Java. Ma także GPRS i książkę adresową mieszczącą do 250 kontaktów.